# Mollisia stellata
Mollisia stellata är en svampart som beskrevs av Le Gal 1939. Mollisia stellata ingår i släktet Mollisia och familjen Dermateaceae.   Inga underarter finns listade i Catalogue of Life.